# Chariesthes apicalis
Chariesthes apicalis là một loài bọ cánh cứng trong họ Cerambycidae.